# Maria do Lado
Maria do Lado, nascida Maria de Brito (Louriçal, Portugal, 24 de junho de 1605 – 28 de abril de 1632), foi uma freira e mística católica, fundadora das Escravas do Santíssimo Sacramento que, em 1709, se uniriam à Ordem de Santa Clara.

## Biografia

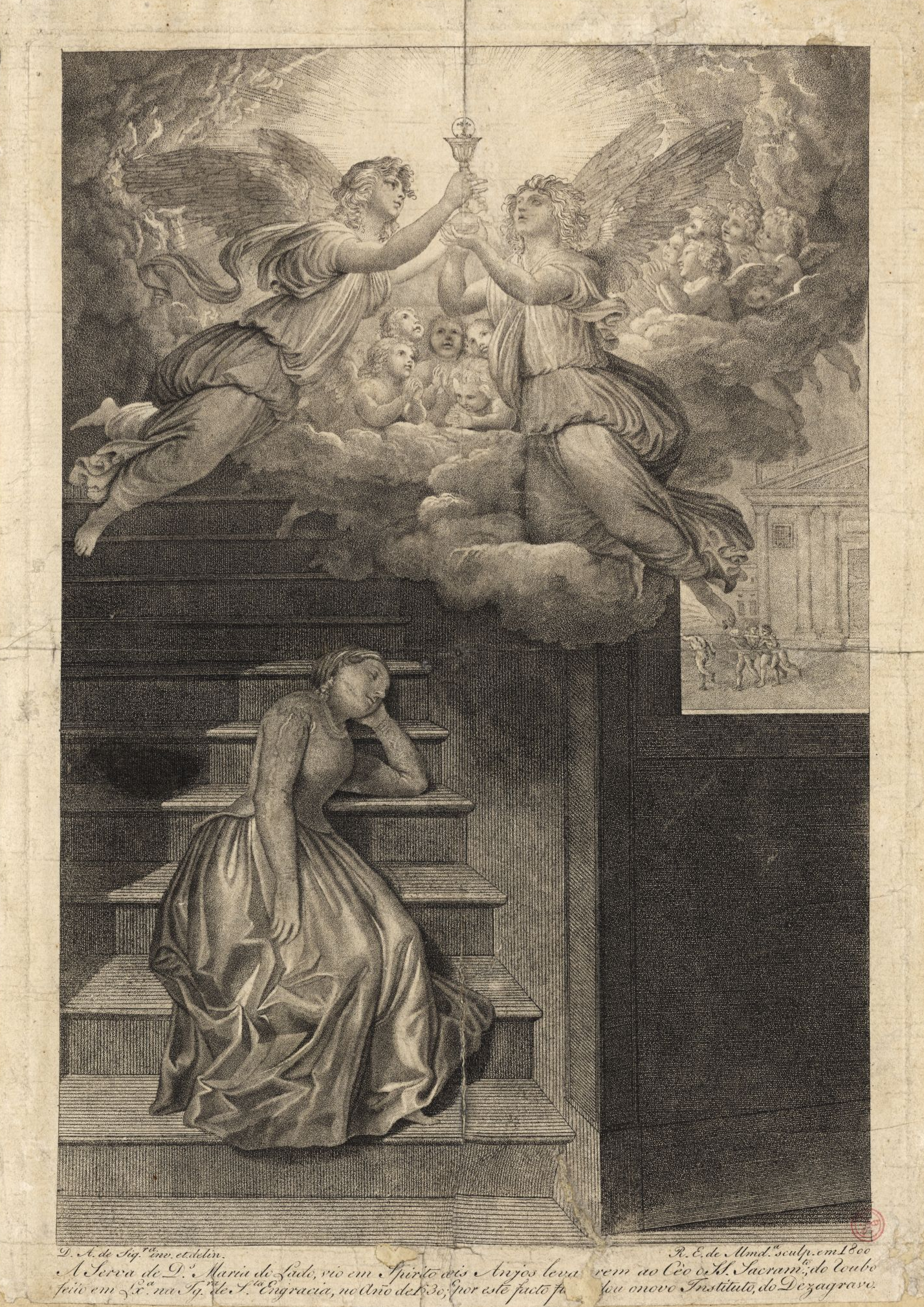
Gravura da célebre visão que a jovem Maria de Brito teve com o Santíssimo Sacramento.

### Nascimento
Maria de Brito nasceu no dia 24 de junho de 1605 no Louriçal, na região do Centro de Portugal, filha de António do Rego, também natural do Louriçal, e de Maria de Brito (nome homónimo), que nascera em Torres Vedras, ambos com relações de proximidade com a nobreza portuguesa.
Educada na fé católica e na piedade consciente, aos 9 anos fez a primeira comunhão. O seu ardente desejo de se unir a Jesus foi então concretizado no lema: «Amar mais, para mais louvar; adorar mais, para melhor reparar».

### Primeiros anos
Aos 16 anos, Maria de Brito ficou órfã de mãe e, como filha mais velha, assumiu o cuidado da casa e de seus irmãos. O encargo destas responsabilidades não a abateu, porque ia buscar força à sua união com Jesus e à proteção materna da Santíssima Virgem Maria, que cedo tomou por «Mãe, Guia e Mestra». No entanto, pouco tempo depois de os frades franciscanos do Convento da Figueira da Foz terem chegado ao Louriçal, Maria de Brito aproximou-se da referida ordem religiosa encontrando o seu ideal de vida como consagrada.

### Vida religiosa

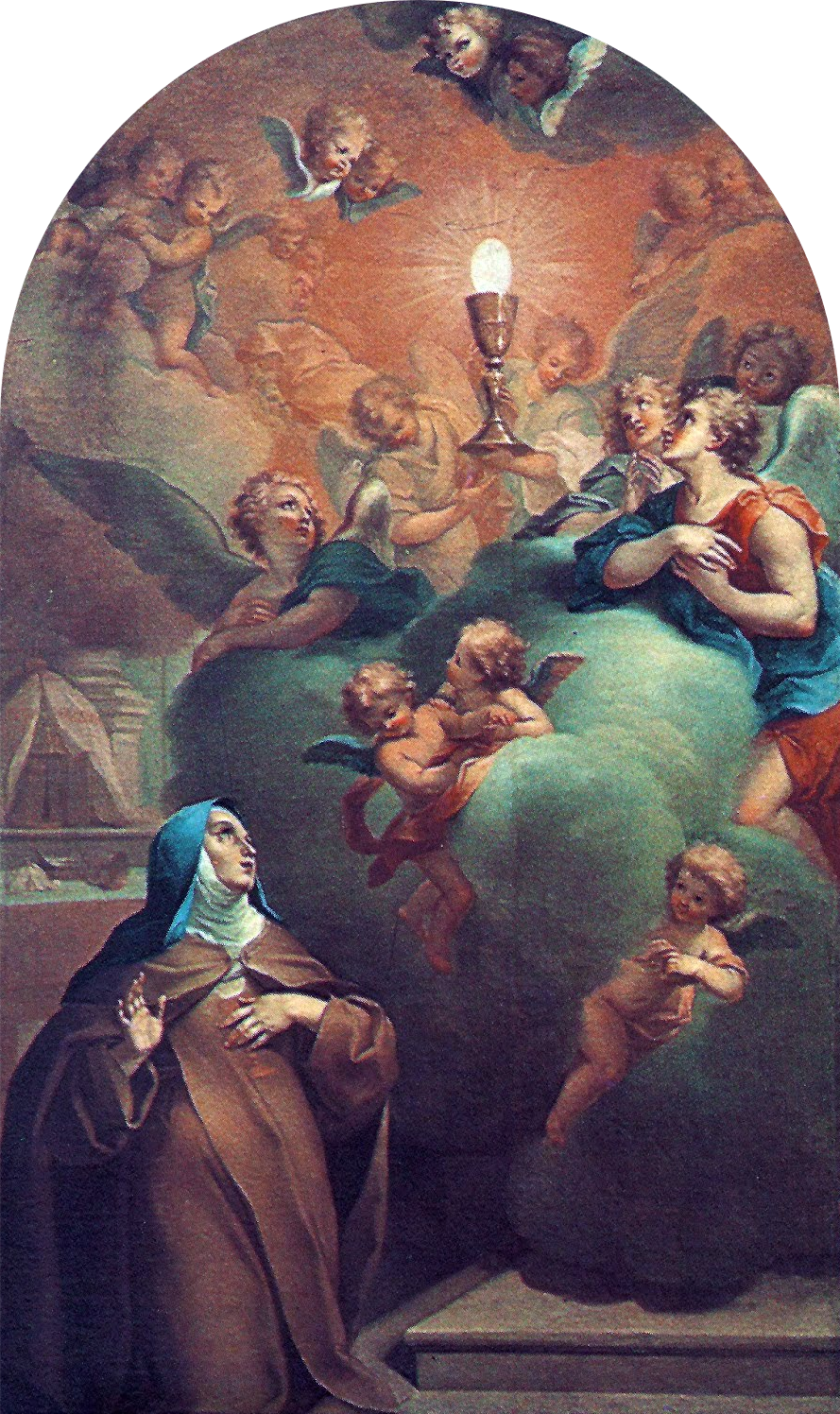
Pintura com a visão recebida pela Madre Maria do Lado (século XVIII, Museu Nacional Machado de Castro).

A 12 de abril de 1630, Maria de Brito decide, por aconselhamento do padre franciscano Frei Bernardino das Chagas, formar, com mais cinco mulheres, um Lausperene (adoração perpétua) ao Santíssimo Sacramento. Essa sua decisão foi fortalecida, contudo, nesse ano, a partir do acontecimento do roubo com profanação do sacrário da Igreja de Santa Engrácia em Lisboa. Na véspera da dita profanação ocorrida na igreja lisboeta de Santa Engrácia, Maria de Brito afirmou ter recebido uma revelação divina – em êxtase, afirmou ter visto a paixão e a crucificação e morte de Jesus Cristo, o qual lhe confiou que seria de novo crucificado em Portugal pelos judeus, e revelação essa que, o seu confessor, Frei Bernardino das Chagas, interpretou como um sinal premonitório dos acontecimentos ocorridos, no dia seguinte, na capital portuguesa. Terá sido por meio desta revelação que Maria de Brito se sentiu incitada definitivamente a viver em comunidade religiosa contemplativa e a convidar algumas senhoras de vida exemplar com as quais, em união espiritual, se consagraria à adoração e, sobretudo, ao desagravo de Jesus realmente presente Santíssimo Sacramento da Eucaristia. Porém, uma nova visão dá-lhe a conhecer que este pequeno grupo se transformaria num convento de trinta e seis religiosas. Quase um ano depois, a 13 de abril de 1631, o grupo tornar-se-ia formalmente no Recolhimento das Religiosas Escravas do Santíssimo Sacramento e ficaria sediado na casa de família da futura Madre Maria do Lado.

### Morte
Maria de Brito faleceu cerca de treze meses mais tarde, a 28 de abril de 1632, com fama de santidade. Ela recebeu o nome religioso de Maria do Lado já no seu leito de morte. A escolha deste nome é uma clara referência à chaga do lado que Cristo recebeu no Calvário quando foi trespassado pela lança de um soldado romano.
A pedido expresso de seu pai, António do Rego, que, desde 1631, integrava a Venerável Ordem Terceira da Penitência de São Francisco de Assis, o corpo da Madre Maria do Lado foi originalmente sepultado na igreja paroquial do Louriçal. Mais tarde, a 30 de agosto de 1651, o corpo da religiosa seria trasladado para a Igreja do Convento do Louriçal onde se tornou, desde então, popularmente devotado.

## Recolhimento e Convento do Louriçal

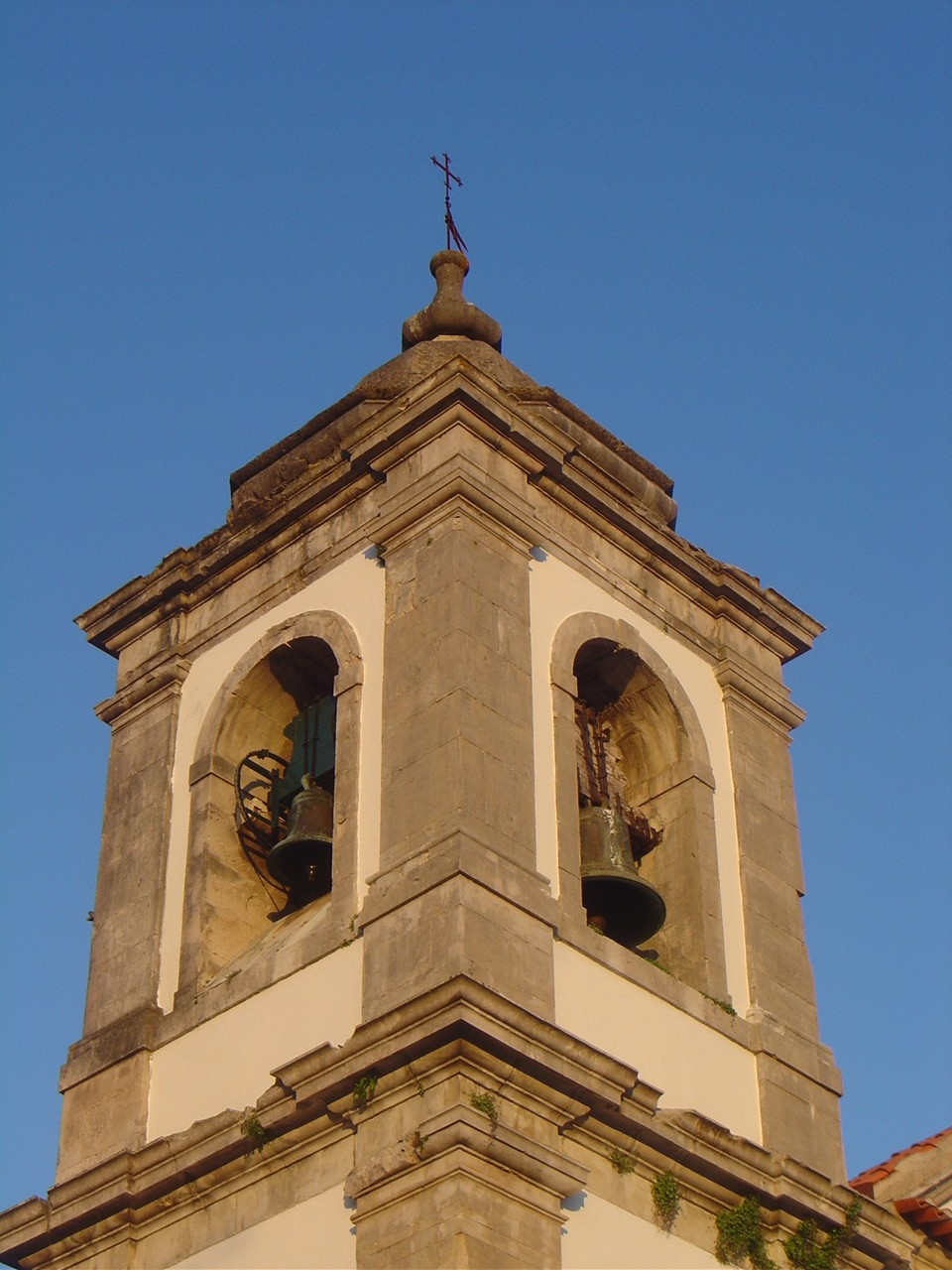
A torre sineira da Igreja do Convento do Louriçal.

### Igreja do Santíssimo Sacramento
Depois da morte da Madre Maria do Lado, por doença, em 1632, e após se tornar conhecido o seu desejo expresso da construção de um mosteiro, a 28 de abril de 1640, no local do seu nascimento, lançou-se a primeira pedra da igreja do Recolhimento – mais tarde, Igreja do Santíssimo Sacramento. No acto estiveram presentes o bispo de Coimbra, D. João Mendes de Távora, 11.º conde de Arganil, e D. Fernando de Meneses, 2.º conde da Ericeira. A sua inauguração teria lugar nos inícios de 1646. Cinco anos depois, a 30 de agosto de 1651, seriam trasladados para esta mesma igreja os restos mortais da venerável religiosa.

### Convento do Desagravo do Santíssimo Sacramento
Alguns anos mais tarde, em 1688, o conde da Ericeira, D. Fernando de Meneses, pediu ao rei D. Pedro II de Portugal para que o Recolhimento fosse oficialmente transformado em convento. A autorização real seria emitida a 16 de agosto de 1688 e o Recolhimento seria finalmente transformado em convento, o qual ficou concluído em 1708. Em 1709, aquando da inauguração, as Religiosas Escravas do Santíssimo Sacramento unir-se-iam à Ordem de Santa Clara. Antes, em 1692, já o Papa Inocêncio XII tinha dado uma ordem para o transformar em convento de Clarissas, onde, ainda hoje, as freiras que nele habitam vivem em clausura conventual.
Pode afirmar-se que a construção do Convento do Louriçal se deveu, sobretudo, ao rei D. João V de Portugal, na sequência de uma promessa feita antes deste ascender ao trono. Quando o príncipe D. João de Bragança (mais tarde rei D. João V) adoeceu gravemente, este fez a promessa de concluir o Convento do Louriçal caso se curasse, o que veio a acontecer, e isto depois de ter escolhido para seu mestre e confessor o Padre Francisco da Cruz, irmão da Madre Maria do Lado, que, ao saber da doença de bexigas de Sua Alteza e com receio que o príncipe não sobrevivesse, lhe colocou no leito terra da sepultura da irmã e uma cruz que lhe pertencera. O futuro rei acabaria por tomar o convento sob sua especial protecção.
Construído e povoado o convento, as religiosas continuaram a utilizar para os actos de culto a antiga igreja que fora do Recolhimento Franciscano, até o rei D. João V ter conhecimento da situação e ter mandado edificar uma nova igreja. Para que as obras se concretizassem convenientemente e o convento ficasse de todo desafogado, estabeleceu-se um protocolo com a Câmara do Louriçal em 1734. Este acordo delineava uma nova urbanização do lugar, pois a construção de uma nova igreja e torre sineira com relógio implicavam o derrubamento de algumas casas, a abertura de novas ruas e até mesmo a construção de uma praça.
A 11 de março de 1878 morreu a última freira professa, recebendo a comunidade religiosa um decreto de extinção. O bispo, em defesa das religiosas do convento, solicitou uma licença ao rei para que pudessem continuar a viver Irmãs Clarissas no Convento do Louriçal. O rei acedeu a este mesmo pedido.
Mais tarde, pela implantação da República Portuguesa em 1910, as religiosas foram expulsas do convento pelos militares para que fosse instalado no edifício um posto da Guarda Nacional Republicana, o qual neste funcionou até 1925. Em 1927, a propriedade foi leiloada e comprada pela Predial Económica Limitada de Coimbra, com dinheiros da Madre Nazaré e de outras irmãs ainda vivas.
Em 1932, no terceiro centenário da morte da Madre Maria do Lado, deu entrada uma noviça conhecida por Madre Teresa que, em 1940, quando foi eleita para abadessa da convento, logo se preocupou em mudar a situação moral da comunidade religiosa, pois, até aí só podiam emitir votos temporários. Esta, tanto trabalhou para modificar a condição das freiras, que conseguiu alcançar a licença de votos perpétuos, para, em 1956, alcançar também o reconhecimento canónico definitivo da comunidade.
A Igreja do Convento do Louriçal encontra-se classificada como Monumento Nacional desde 1939. A Câmara Municipal de Pombal anunciou em 2015 a atribuição de importante financiamento para a promoção e valorização do referido monumento e complexo religioso. Em 2020 foi atribuído um outro financiamento para a prossecução desses mesmos trabalhos

## Processo de beatificação

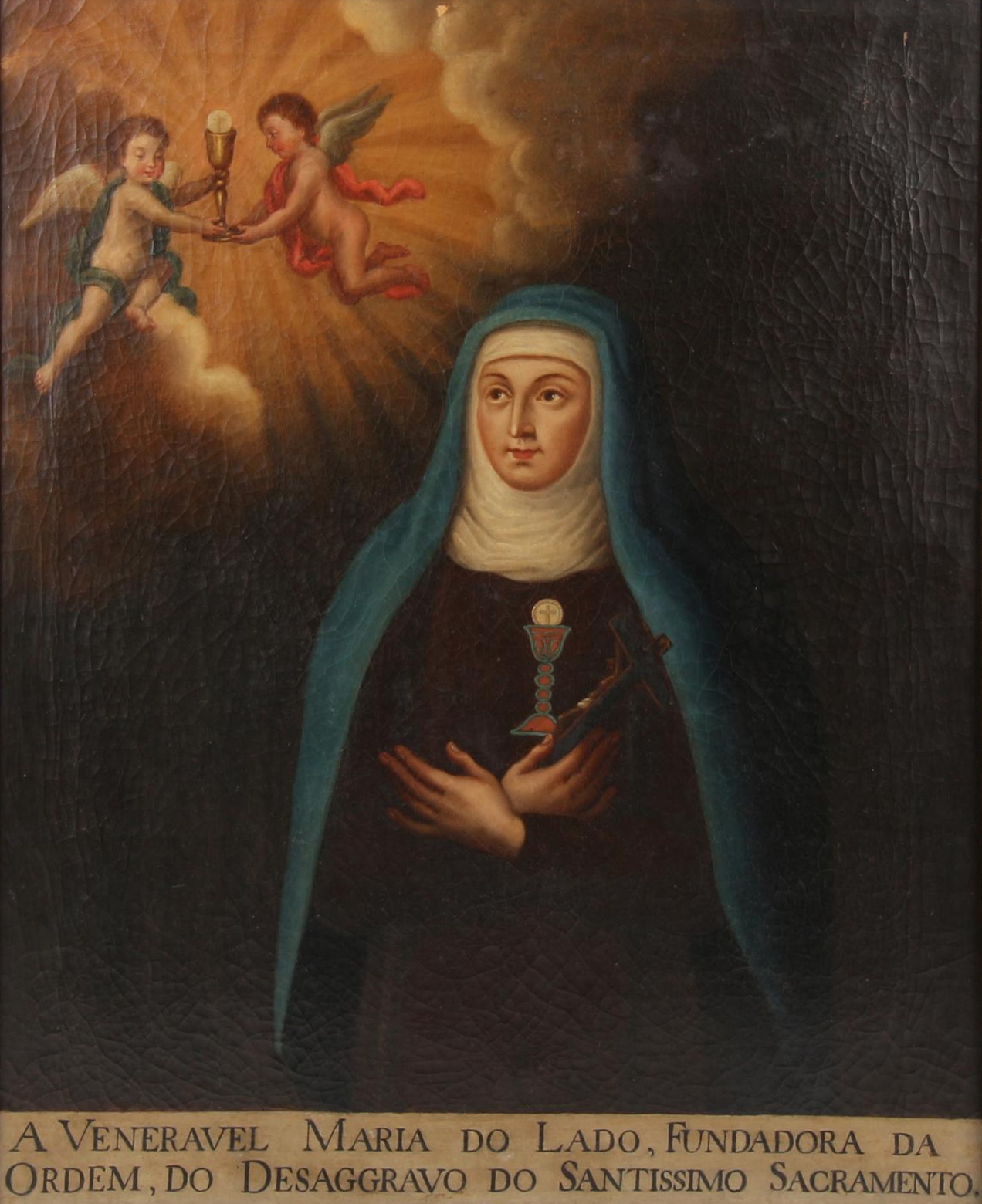
A Serva de Deus Maria do Lado, Fundadora da Ordem do Desagravo do Santíssimo Sacramento (Escola portuguesa, século XIX).

No mês de Novembro de 2004, a assembleia plenária da Conferência Episcopal Portuguesa (CEP) pronunciou-se em favor da reabertura da Causa de beatificação e canonização da Madre Maria do Lado, fundadora do Convento do Desagravo do Santíssimo Sacramento do Louriçal. Essa decisão veio ao encontro da intenção das Irmãs Clarissas do Desagravo do referido Convento do Louriçal de prosseguirem com a divulgação das virtudes heróicas da fundadora da primeira comunidade religiosa daquela vila, cujo processo foi entregue ao Vaticano no século XVIII, acabando, porém, por ter sido arquivado. A reactivação do processo tem sido intenção das Irmãs Clarissas do Desagravo, que, em Maio de 2003, comunicaram expressamente esta sua vontade ao Cardeal José Saraiva Martins, quando este veio a Fátima.
A Diocese de Coimbra, entretanto, reabriu o processo de beatificação da Madre Maria do Lado, tendo mesmo formalmente sido criada a Comissão Histórica da Causa de Beatificação da Serva de Deus Maria do Lado. A comissão de trabalho foi nomeada em 2014, pelo bispo de Coimbra, D. Virgílio do Nascimento Antunes.
As Irmãs Clarissas do Desagravo do Mosteiro do Santíssimo Sacramento do Louriçal criaram e mantêm aberto um Memorial-Museu dedicado à Madre Maria do Lado, o qual é visitado por devotos e peregrinos nacionais e estrangeiros.